# Test de detección de gluten

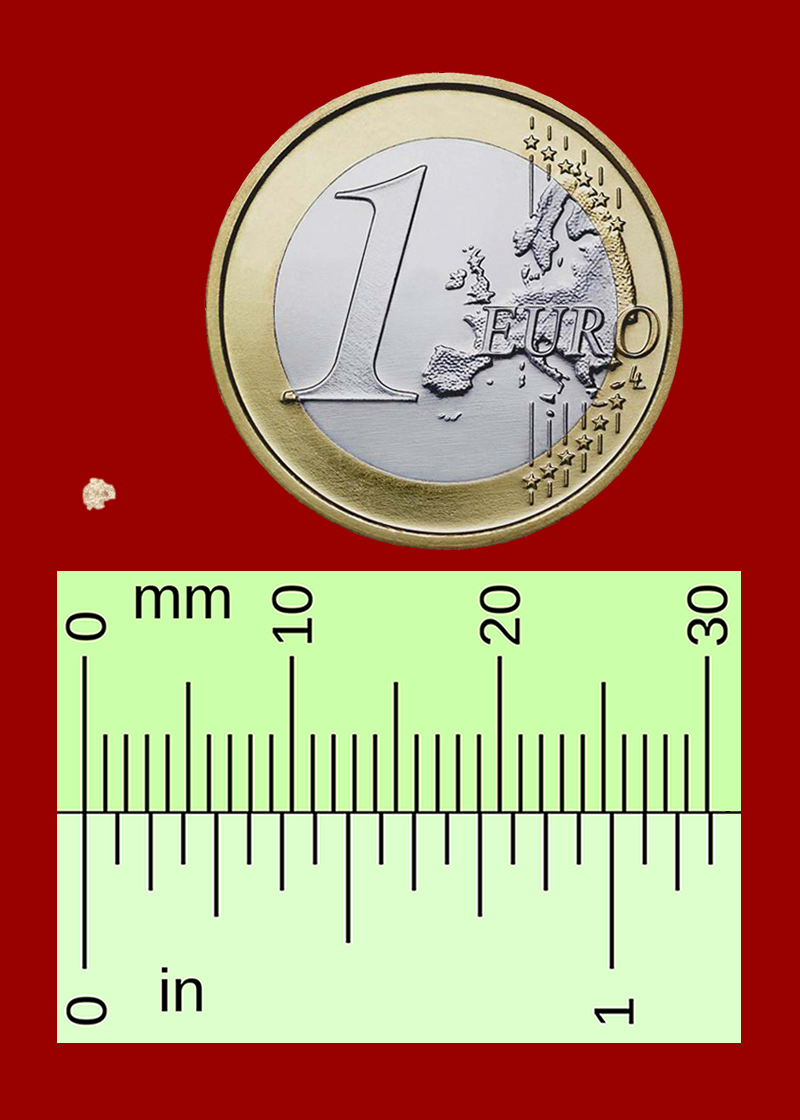
Cantidades microscópicas de gluten, como las contenidas en una mota de harina de trigo o en una sola miga de pan de este tamaño, son suficientes para que su ingestión provoque una respuesta del sistema inmunitario y la reactivación de la enfermedad en las personas celíacas o con sensibilidad al gluten no celíaca, cuando están siguiendo una dieta sin gluten, si bien puede no haber ningún síntoma obvio.

El test de detección de gluten es un método que permite detectar péptidos inmunogénicos de gluten (GIP) en orina o heces. Estos tests han demostrado su eficacia en estudios científicos para controlar el cumplimiento de la dieta sin gluten en personas con trastornos relacionados con el gluten, tales como la enfermedad celíaca o la sensibilidad al gluten no celíaca, y detectar contaminaciones por trazas. Desde 2018, están disponibles en versión de uso doméstico.

## Necesidad de monitorizar el cumplimiento de la dieta sin gluten
El consumo de gluten por parte de celíacos y personas sensibles al gluten, sea voluntario o no, acarrea el riesgo de desarrollar enfermedades asociadas y complicaciones de salud muy graves, entre las que cabe señalar diversos tipos de cáncer (tanto del aparato digestivo, con un incremento del riesgo del 60 %, como de otros órganos), trastornos neurológicos y psiquiátricos (conocidos como "neurogluten"), otras enfermedades autoinmunes, enfermedades cardiovasculares y osteoporosis. así como enfermedad celíaca refractaria (que no responde al tratamiento con la dieta) y en casos raros (principalmente en niños) la denominada "crisis celíaca", que puede ser mortal.
La ingestión de cantidades microscópicas de gluten, como una mota de harina de trigo o una sola miguita de pan, es suficiente para provocar una reacción del sistema inmunitario y mantener la enfermedad activa, aunque no siempre aparecen síntomas. Las reacciones pueden ser retardadadas horas, días o incluso semanas y manifestarse con síntomas digestivos, o que afectan a otros órganos, o sin ningún síntoma apreciable.

## Cumplimiento de la dieta sin gluten
El seguimiento estricto de la dieta sin gluten es complicado, puesto que el gluten es ubicuo y se encuentra en los alimentos menos sospechados, bien como ingrediente añadido voluntariamente o bien como contaminación cruzada.

De manera intencionada o no, habitualmente los pacientes no reconocen que realizan transgresiones de la dieta, ni son capaces de identificar las contaminaciones accidentales. Estudios actuales demuestran que aproximadamente el 80 % de los celíacos continúa teniendo lesión intestinal, a pesar del tratamiento mantenido con la dieta sin gluten. La principal causa de esta falta de recuperación es la ingesta inadvertida de gluten, principalmente debida a contaminaciones cruzadas.
Con frecuencia, las personas con una educación básica pobre y una baja comprensión de cómo se realiza una dieta sin gluten creen que están siguiendo estrictamente la dieta, pero están cometiendo errores frecuentes. Un problema habitual es la poca conciencia del paciente de fuentes comunes de gluten, como la contaminación cruzada, la avena, las hostias de comunión, las bebidas malteadas, los medicamentos, los alimentos procesados, las comidas en restaurantes y eventos sociales. Si la supresión del gluten no es completa, persisten el daño en la mucosa intestinal, la activación inmunológica y el riesgo de desarrollar complicaciones de salud muy graves.

## Límite de tolerancia
El gluten no solo debe evitarse de forma directa (no consumiendo lo que claramente lo contiene), sino en la llamada contaminación accidental o contaminación cruzada: existe la posibilidad de que alimentos en principio libres de gluten puedan entrar en contacto en algún momento con gluten, lo que los convertiría en no aptos para su consumo (presencia de “trazas” de gluten en el producto final).
La cantidad de gluten capaz de causar daños en la salud de un celíaco es extremadamente reducida. Una revisión sistemática de 2008 de los estudios científicos destinados a establecer la cantidad máxima considerada como "segura" concluyó que el límite es inferior a 10 miligramos al día. La contaminación es acumulativa. Aunque tomadas individualmente, contaminaciones por trazas pueden no exceder el nivel máximo de ingesta diaria de gluten considerado como "seguro" para la salud, es imposible en la práctica evaluar la suma de todas estas contaminaciones diarias individuales para comprender si se ha excedido el umbral de 10 mg por día. La contaminación no se puede medir, porque no se puede prever, precisamente porque es accidental y se deriva de una serie de variables que de ninguna manera es posible mantener bajo control, salvo en un laboratorio experimental. Por lo tanto, el objetivo a lo largo de un día, y día tras día, es evitar las trazas de gluten por contaminación en todo momento y de manera estricta.
No hay diferentes grados de gravedad de enfermedad celíaca sino distintas presentaciones: independientemente de si hay o no síntomas, de su tipo o intensidad, o de los órganos a los que afecten, el daño y el riesgo de complicaciones graves están siempre presentes si se consume gluten de manera frecuente, por encima de este umbral de seguridad.

## Utilidad de la determinación de gluten en orina o heces
| CONSUMO MEDIO DIARIO DE GLUTEN EN CELÍACOS (límite de seguridad 10 mg) | CONSUMO MEDIO DIARIO DE GLUTEN EN CELÍACOS (límite de seguridad 10 mg) | CONSUMO MEDIO DIARIO DE GLUTEN EN CELÍACOS (límite de seguridad 10 mg) |
|                                                                        | Medido en orina                                                        | Medido en heces                                                        |
| ---------------------------------------------------------------------- | ---------------------------------------------------------------------- | ---------------------------------------------------------------------- |
| Adultos                                                                | 363 mg                                                                 | 244 mg                                                                 |
| Niños                                                                  | 316 mg                                                                 | edades 0-3 años: 155 mg edades 4-12 años: 387 mg                       |

Ninguno de los métodos que se emplean habitualmente (tanto en estudios científicos como en la práctica diaria) para evaluar el cumplimiento de la dieta es suficientemente fiable: cuestionarios rellenados por los pacientes, evaluación de los síntomas, determinación de los anticuerpos específicos de la celíaca y hallazgos en las biopsias duodenales. Ni la ausencia de síntomas digestivos, ni la negatividad de los anticuerpos garantizan que exista una recuperación de la mucosa intestinal, cuya valoración mediante las biopsias es complicada. Esto se debe a que las lesiones del intestino suelen consistir en cambios mínimos, sin atrofia de las vellosidades, difíciles de identificar.
Un metaanálisis de 2018 que evaluó los estudios experimentales que se empezaron a realizar a partir de 2012 con determinaciones de péptidos de gluten en orina y heces, demuestra que los pacientes celíacos cometen errores mantenidos en la dieta, superando ampliamente los límites diarios considerados como seguros.
De hecho, en un estudio controlado de 3 meses de duración de celíacos que ya realizaban dieta sin gluten, los pacientes del grupo placebo (aquellos que no consumieron gluten, sin saberlo) mejoraron histológicamente. Es decir, los resultados de las biopsias duodenales al final del estudio demostraron una recuperación en comparación con la situación al inicio. Esto confirma que, pese a estar siguiendo una dieta sin gluten, estaban consumiendo cantidades significativas previamente a su inclusión en dicho ensayo.
Un estudio de 2017 demostró que la recuperación de la mucosa intestinal se correspondía con la ausencia de péptidos de gluten en la orina y viceversa, así como la escasa validez de la determinación de los anticuerpos en sangre.